# Саванчаково
Саванчаково — деревня в Муромском районе Владимирской области России, входит в состав Борисоглебского сельского поселения.

## География
Деревня расположена на берегу пруда на реке Морозимо в 11 км на запад от центра поселения села Борисоглеб и в 24 км на северо-запад от Мурома.

## История
Первое упоминание о деревне Саванчаково в составе Старокотлицкого прихода находится в окладных книгах 1676 года. В ней было 15 крестьянских дворов и 5 бобыльских. В конце XIX века в деревне имелось 120 дворов
В конце XIX — начале XX века деревня входила в состав Новокотлицкой волости Муромского уезда.
С 1929 года деревня входила в состав Прудищенского сельсовета Муромского района, с 2005 года — в составе Борисоглебского сельского поселения

## Население
| 1859 | 1897 |
| ---- | ---- |
| 498  | 590  |

| 1859 | 1897 | 1905 | 1926 | 2002 | 2010 | 2021 |
| ---- | ---- | ---- | ---- | ---- | ---- | ---- |
| 498  | ↗590 | ↗727 | ↗850 | ↘93  | ↘66  | ↘55  |